# Risa Ozaki
Risa Ozaki (jap. 尾﨑 里紗 Ozaki Risa; ur. 10 kwietnia 1994 w Kobe) – japońska tenisistka, medalistka igrzysk azjatyckich.

## Kariera tenisowa
Karierę tenisową rozpoczęła w listopadzie 2009 roku, w turnieju rangi ITF w prefekturze Hyōgo. Zagrała tam dzięki dzikiej karcie w pierwszej rundzie turnieju deblowego. Pierwszy poważniejszy sukces odniosła w lutym 2012 roku w zawodach rangi ITF w Sydney. Najpierw wygrała kwalifikacje, pokonując w nich między innymi rodaczkę, Shūko Aoyamę, a potem w turnieju głównym dotarła do ćwierćfinału, w którym przegrała z Sandrą Zaniewską. W styczniu 2013 roku wygrała swój pierwszy w karierze turniej w Changwon. Na swoim koncie ma wygranych siedem turniejów singlowych rangi ITF.

## Finały turniejów WTA
| Legenda                     | Legenda |
| --------------------------- | ------- |
| Wielki Szlem                |         |
| Igrzyska olimpijskie        |         |
| WTA Tour Championships      |         |
| 2009 – 2020                 |         |
| WTA Premier Mandatory       |         |
| WTA Premier 5               |         |
| WTA Premier                 |         |
| WTA International Series    |         |
| WTA 125K series (2012–2020) |         |

### Gra podwójna 1 (0-1)
| Końcowy wynik | Nr | Data          | Turniej    | Nawierzchnia | Partnerka    | Przeciwniczki                     | Wynik finału |
| ------------- | -- | ------------- | ---------- | ------------ | ------------ | --------------------------------- | ------------ |
| Finalistka    | 1. | 23 lipca 2016 | Waszyngton | Twarda       | Shūko Aoyama | Monica Niculescu Yanina Wickmayer | 4:6, 3:6     |

## Wygrane turnieje rangi ITF
| turnieje z pulą nagród 100 000 $ |
| turnieje z pulą nagród 75 000 $  |
| turnieje z pulą nagród 50 000 $  |
| turnieje z pulą nagród 25 000 $  |
| turnieje z pulą nagród 15 000 $  |
| turnieje z pulą nagród 10 000 $  |

### Gra pojedyncza
|    | Data       | Turniej   | Kat. | ($)    | Naw.   | Finalistka      | Wynik            |
| 1. | 02/06/2013 | Changwon  | ITF  | 25 000 | twarda | Zhang Yuxuan    | 6:4, 6:4         |
| 2. | 21/07/2013 | Granby    | ITF  | 25 000 | twarda | Samantha Murray | 0:6, 7:5, 6:2    |
| 3. | 21/06/2015 | Inczon    | ITF  | 25 000 | twarda | Liu Chang       | 5:7, 7:6(4), 6:3 |
| 4. | 05/07/2015 | Stuttgart | ITF  | 25 000 | ziemna | Romina Oprandi  | 6:4, 7:5         |
| 5. | 30/10/2016 | Bendigo   | ITF  | 50 000 | twarda | Asia Muhammad   | 6:3, 6:3         |
| 6. | 06/11/2016 | Canberra  | ITF  | 50 000 | twarda | Georgia Brescia | 6:4, 6:4         |
| 7. | 30/06/2019 | Dżakarta  | ITF  | 25 000 | twarda | Arianne Hartono | 6:4, 6:1         |